# 王森 (藏学家)
王森（1912年—1991年2月1日），本名瑞陞、字森田、号雨农，男，河北安新人，中国佛教因明学家、藏学家。

## 生平
王森于1935年毕业于北京大学哲学系，期间曾师从汤用彤、周叔迦。此外，他还曾跟随德国印度学家李华德学习梵文。此后开始从事藏学、因明学研究。1936年任清华大学助教。抗日战争期间留在北平，先后任教于中国大学、菩提学会、中国佛教学院等处。抗战结束后，于1946年进入北京大学东方语言文学系。后曾与印度著名学者师觉月合作校订世亲《俱舍论颂》梵藏汉文本。中华人民共和国成立后，王森历任中央民族学院副教授、中国科学院民族研究所副研究员，并于1960年代撰写了《西藏佛教发展史略》（后于1987年出版）。1978年后，他又历任中国社会科学院民族研究所副研究员、研究员、历史室主任，世界宗教研究所研究员，研究生院教授等职。
1991年2月1日在北京逝世。